# Zapasy na Akademickich Mistrzostwach Świata 2008
Ósme Akademickie Mistrzostwa Świata w zapasach w rozgrywane były w Salonikach, między 9 a 13 lipca 2008 roku. Zawodnicy i zawodniczki rywalizowali w hali Alexandreio Melathron Nick Galis Hall, a zawody organizował Uniwersytet Arystotelesa w Salonikach.

## Tabela medalowa
Gospodarz zawodów został zaznaczony kolorem.
| Poz. | Państwo           |    |    |    | Łącznie |
| ---- | ----------------- | -- | -- | -- | ------- |
| 1    | Stany Zjednoczone | 5  | 2  | 5  | 12      |
| 2    | Japonia           | 4  | 1  | 5  | 10      |
| 3    | Iran              | 3  | 0  | 2  | 5       |
| 4    | Rosja             | 2  | 5  | 2  | 9       |
| 5    | Turcja            | 2  | 3  | 4  | 9       |
| 6    | Ukraina           | 2  | 2  | 3  | 7       |
| 7    | Kanada            | 2  | 0  | 4  | 6       |
| 8    | Kazachstan        | 1  | 1  | 2  | 4       |
| 9    | Grecja            | 0  | 3  | 2  | 5       |
| 10   | Białoruś          | 0  | 2  | 1  | 3       |
| 11   | Węgry             | 0  | 1  | 4  | 5       |
| 12   | Polska            | 0  | 1  | 2  | 3       |
| 13   | Bułgaria          | 0  | 0  | 2  | 2       |
|      | Chińskie Tajpej   | 0  | 0  | 2  | 2       |
| 15   | Francja           | 0  | 0  | 1  | 1       |
|      | Estonia           | 0  | 0  | 1  | 1       |
|      | Łącznie           | 21 | 21 | 42 | 84      |

## Rezultaty

### Mężczyźni

#### Styl klasyczny
| Konkurencja         | Złoto               | Srebro                | Brąz                                |
| Kategoria do 55 kg  | Sam Hazewinkel      | Yernar Ramazanov      | Ryo Minemura K.Mohammadmehdi        |
| Kategoria do 60 kg  | Ałmat Kebyspajew    | Kazuma Kuramoto       | Michail Vlahos Ede Komáromi         |
| Kategoria do 66 kg  | Erkan Ulvan         | Vladimir Pokudine     | Bejbyt Nugymanow Evgeni Kosmyna     |
| Kategoria do 74 kg  | Hamid Rejhani       | Waleryj Palenski      | Ramazan Şahin Łukasz Fafiński       |
| Kategoria do 84 kg  | Habibollah Achlaghi | Alexandros Poikilidis | Alexander Kovalchuk Alo Toom        |
| Kategoria do 96 kg  | Cenk İldem          | Balázs Kiss           | Ioannis Arzoumanidis Mojtaba Kababi |
| Kategoria do 120 kg | Masud Haszemzade    | Jeorjos Kutsiumbas    | Yavuz Guevendi Peter Kowalczuk      |

#### Styl wolny
| Konkurencja         | Złoto               | Srebro            | Brąz                                    |
| Kategoria do 55 kg  | Yasuhiro Inaba      | Michaił Zacharow  | Aleksander Khavilov Władisław Andriejew |
| Kategoria do 60 kg  | Kitotake Osawa      | Reece Humphrey    | Hakkı Gürel Abylay Teltayev             |
| Kategoria do 66 kg  | Tatsuhiro Yonemitsu | Yasin Bolat       | Nikołaj Kurtew Gergő Wöller             |
| Kategoria do 74 kg  | Oleg Biełocerkowski | Aleksander Motyl  | Keith Gavin Roman Samsonik              |
| Kategoria do 84 kg  | Eldar Mansyrow      | Muharrem Ersahin  | Jake Herbert Naoki Monma                |
| Kategoria do 96 kg  | Jewgienij Kołomijec | Wałerij Andrijcew | Yasin Kılıç Dragomir Stojczew           |
| Kategoria do 120 kg | Tervel Dlagnev      | Rıza Yıldırım     | Atsushi Nakamura R. Kurbanismailov      |

### Kobiety

#### Styl wolny
| Konkurencja        | Złoto                | Srebro             | Brąz                                 |
| Kategoria do 48 kg | Nami Uchida          | Sara Fulp-Allen    | Anna Łukasiak Alana King             |
| Kategoria do 51 kg | Katherine Fulp-Allen | Olga Gilowa        | Maki Fujimoto Jessica MacDonald      |
| Kategoria do 55 kg | Miranda Dick         | Małgorzata Kruza   | Su Ying-tzu Emese Szabó              |
| Kategoria do 59 kg | Żargałma Cyrienowa   | Sofia Pumburidu    | Hou Min-wen Othella Feroleto - Lucas |
| Kategoria do 63 kg | Justine Bouchard     | Oksana Szalikowa   | Marina Takahashi Alaina Berube       |
| Kategoria do 67 kg | Elena Pirozhkova     | Natalja Kuksina    | Mónika Szerencse Megan Buydens       |
| Kategoria do 72 kg | Stephanie Lee        | Jekatierina Bukina | Shéhérazade Bentorki Vanessa Wilson  |